# Economia Clujului
Cluj-Napoca are una dintre cele mai dinamice economii din România. Cluj-Napoca a dat naștere unor companii românești importante precum Ardaf (asigurări), Brinel (IT), Farmec (cosmetice), Jolidon (lenjerie), Napolact (lactate) și Ursus (bere) și altele.Totodată, printre companiile multinaționale străine care și-au deschis reprezentanța în România la Cluj-Napoca se numără Perfetti Van Melle, Puma, ECCO, MOL, Aegon, Carion, MBI, Bechtel, Ranbaxy.   
Industria județului este concentrată în cea mai mare parte în Cluj-Napoca fiind extrem de variată. Sunt prezente industrii precum industria chimică, producătoare de ciment, construcțiile de mașini, prelucrarea metalelor, industria alimentară, încălțăminte, sticlă, porțelan, faianță, prelucrarea lemnului, extracția minereurilor, produse abrazive, celuloză și hârtie, cosmetice, textile, confecții.

## Industrie prelucrătoare
În economia municipiului activitatea dominantă este industria prelucrătoare.
În martie anul 2007 Nokia a semnat un memorandum oficial cu oficialitățile clujene prin care s-a pus bazele Nokia Village la Cluj-Napoca, în parcul industrial Tetarom III din comuna Jucu. Ericsson se află de asemenea în discuții pentru a deschide o fabrică aici. Odată cu derularea investiției Nokia, era de așteptat ca furnizorii companiei finlandeze să își deschidă fabrici în zonă. În luna august 2007, compania chineză BYD Company, unul dintre principalii furnizori Nokia, și-a anunțat intrarea în Cluj, investiția companiei din China fiind estimată la 150 milioane de euro și crearea a 5-6.000 de noi locuri de muncă. În urma restructurărilor companiei Nokia din anul 2011, fabrica de la Jucu a fost închisă.
În urma achiziționării în noiembrie 2010 a unei licențe de producție de la Bombardier Transportation, Remarul 16 Februarie va construi la Cluj trenul regional AGC pentru piețele din România, Grecia, Bulgaria, Croația, Serbia și Bosnia sau Muntenegru.

## Agricultură
Agricultura este practicată în zonele limitrofe, în 8.110 de gospodării ale populației. În județul Cluj dată fiind existența unei suprafețe mari de teren arabil, pășuni și fânețe, se practică intens agricultura și creșterea animalelor. Circa o treime din suprafața județului Cluj este teren arabil, pe care sunt cultivate cereale, legume, cartofi, sfecla-de-zahăr ș.a. Există mai mult de 15.000 de ha de plantații de vie și pomi fructiferi. Creșterea animalelor este practicată, de asemenea, aceasta și datorită faptului că 50% din terenul agricol sunt pajiști naturale (procent superior mediei naționale). Creșterea cailor este o îndeletnicire tradiționala în zonă, la Jucu fiind de altfel un centru binecunoscut în țară și străinătate pentru creșterea cailor de rasă.

## IT&C
Cu peste 100 de companii de software și mai multe universități care oferă personal calificat de calitate, orașul a devenit un important centru IT.  În 2005, Cluj-Napoca a înregistrat două importante tranzacții în domeniul IT, prin achiziționarea societății Astral de către UPC Europa și a societății Sistec de către grupul RTC.

## Comerțul și retailul
În Cluj-Napoca există deschise mai multe centre comerciale:
- Mallul Polus Center
- Iulius Mall
- Sora Shoping Center
- Sigma Shoping Center
- Centrul comercial Central
- Mall Platinia

Piața de retail este reprezentată prin hypermarket-urile Cora, Carrefour, Real, Auchan, magazine cash and carry - Metro și Selgros, supermarket-uri si alte magazine mai mici - Plus, Billa, Profi, Kaufland, Oncos, Dia Market, Alimrom (fostele magazine Alimentara) ș.a.

## Resurse
Resursele subsolului, la nivel județean, sunt alcătuite preponderent din cărbuni bruni, turbă, gaz metan, minereuri de fier, cuarț.

## Serviciile
Sectorul serviciilor financiare sunt bine reprezentate la nivel local. Peste 25 de bănci și-au deschis reprezentanță în Cluj-Napoca, mai mult de 10 dintre ele având dezvoltată și o rețea de agenții. Cea mai mare bancă din zonă este Banca Transilvania, al cărui sediu central se află la Cluj. Anul 2005 a însemnat totodată dezvoltarea rețelei și diversificarea serviciilor grupului financiar Banca Transilvania, care a deschis 100 de unități, ajungând pe locul patru în țară după numărul de unități.
În Cluj-Napoca au reprezentanțe majoritatea societăților de asigurare-reasigurare, firmelor de brokeraj și fondurilor de investiții. Aici își au sediul patru societăți de administare a investițiilor (BT Asset Management, Globinvest, Target Asset Management și STK Financial) și patru societăți de brokeraj pe Bursa de Valori București care au sediul central în oraș: Broker (cea mai mare agenție de acest fel din România), BT Asset Management, Interdealer Capital Invest și Target Capital.

## Infrastructura
Transportul urban este efectuat într-o rețea de străzi totalizând peste 342 km (din care 257 km modernizați), linii de autobuz (192,2 km), linii de troleibuz (180,6 km) și tramvai (52,8 km).

## Indicatori statistici
La sfârșitul anului 2000, în municipiu activau 23.843 de firme cu capital privat, 56 cu capital de stat, 31 regii autonome și filiale ale acestora și 115 societăți cu capital mixt. Nivelul investițiilor străine în Cluj-Napoca se cifrau la aceeași dată la 156,06 milioane dolari capital străin subscris, însă ținând seama și de patrimoniul firmelor, active, fond de comerț, capital rulant și valoarea afacerii acesta se ridică la circa 450 de milioane de dolari americani. Principalii investitori străini în municipiu provin din Ungaria, Luxemburg, Italia și Statele Unite.

### Nivelul de trai
PIB-ul anului 2006 pentru județul Cluj a fost de 5.173 euro pe cap de locuitor , iar salariul mediu net de 260 Euro. Potrivit unui clasament efectuat de revista Capital în prima parte a anului 2006, Cluj-Napoca este cel mai scump oraș din România. Rezultatele nu au fost tocmai surprinzătoare: prețurile au explodat după fenomenul Caritas și au rămas la un nivel ridicat, fiind încurajate de investitorii străini, dar și de numărul mare de studenți (Clujul găzduiește cea mai mare universitate din România). Bucureștiul nu a fost inclus în acest top, însă conform relatărilor portalului Hotnews.ro, aplicând același algoritm, capitala ar obține un punctaj inferior Clujului.
Totodată, în topul celor mai bogați trei sute de români, realizat de revista Capital, se află 19 oameni de afaceri clujeni. Clujul este primul județ după București în ceea ce privește numărul de oameni bogați din România.
Conform unui studiu al Băncii Mondiale făcut pentru Primăria Cluj-Napoca și publicat în 2020, PIB-ul/capita al orașului raportat la puterea de cumpărare este la nivelul de 150% din media UE.

### Șomajul
În ultimii ani șomajul în Cluj-Napoca a evoluat astfel:
| An       | Șomeri     | Rata șomajului |
| mai 2004 | 7.141      | 3,5%           |
| mai 2005 | 3.517      | 1,7%           |
| mai 2006 | 2.130      | 1,0%           |
| mai 2007 | app. 2.000 | 0,8%           |

În 2007 șomajul a atins 0,2% , după inițierea campaniilor de angajare la Bechtel, Nokia, Siemens, Emerson, Trelleborg, Carrefour, Auchan și alte companii care au derulat investiții în zonă. În mai 2007 județul Cluj era județul cu cele mai multe locuri de muncă vacante.